# احمد التلیلی
احمد التلیلی ([أحمد التليلي] Error: {{Lang-xx}}: متن دارای نشانه‌گذاری ایتالیک است (راهنما))؛ (زاده: ۱۶ اکتبر ۱۹۱۶ – درگذشته: ۲۵ ژوئن ۱۹۶۷) از رهبران ملی و یکی از سندیکالیست‌های معروف و از پایه‌گذاران دولت ملی جدید تونس در خانواده ای کشاورز به دنیا آمد. او از همان دوران نوجوانی در فعالیت‌های دانش‌آموزی شرکت داشت و بعدها به یکی از فعالین سندیکایی در سطح ملی تبدیل شد.

## دوران کودکی و رشد
خانواده احمد التلیلی کشاورز و مذهبی بودند که فرزندانشان را از سنین کودکی برای حفظ قرآن و آموزش اصول نویسندگی و ادبیات عربی به مکتب می‌فرستادند. احمد دوران ابتدایی را در یک مدرسه فرانسوی (در زادگاهش) و دبیرستان را در مدرسه صادقیه به همراه تعدادی از دوستانش که بعدها از مقامات تونس شدند گذراند. او بعدها به الجزایر رفت و ابتدا به تجارت و سپس به نویسندگی پرداخت و همزمان به حزب مردم الجزایر پیوست. بعد از چند سال مجدداً به تونس برگشت و چند سال به شغل معلمی در مدارس پرداخت و سپس به عنوان کارمند در اداره پست مشغول به کار شد.

## فعالیت سندیکایی
احمد التلیلی از پایه‌گذاران اتحاد سراسری اشتغال در ژانویه ۱۹۴۶ بود، او در آن زمان در هیئت رهبری متمرکز کردن سندیکاها انتخاب شد و در ژوئیه ۱۹۵۴ به عنوان دبیرکل اتحادیه سراسری اشتغال تونس انتخاب گردید و بعد از این که احمد بن صالح فعالیت‌هایش در رأس اتحادیه سندیکاها را در اواخر ۱۹۵۶ متوقف کرد، احمد التلیلی به‌جای او انتخاب شد و تا سال ۱۹۶۳ در این منصب باقی ماند. او همچنین از سال ۱۹۵۱، با حضور در دومین کنفرانس سندیکاهای آزاد در میلان (سیزل) در صحنه بین‌المللی نیز نقش خودش در زمینه امور سندیکایی را ایفا کرد و در سال ۱۹۵۶ به عنوان معاون سیزل انتخاب شد که تا سال ۱۹۶۴ ادامه داشت.

## فعالیت‌های ملی
احمد التلیلی از کودکی در برخی جمعیت‌ها و از جمله جمعیت دانش آموزان در مدرسه صادقیه فعالیت داشت و سپس وارد حزب جدید مشروطه آزاد شد. او در جریان جنگ جهانی دوم به همراه تعدادی از دوستانش جمعیت هلال احمر تونس برای کمک به مردم را تأسیس کرد که کار آن توزیع غذا و دارو و پوشاک بین مردم بود.
او در ابتدای دهه پنجاه نقش فعالی در انقلاب داشت و به همین خاطر در سال ۱۹۵۲ دستگیر و به زندان افتاد و در سال ۱۹۵۴ آزاد گردید. در کنفرانس حزب جدید مشروطه آزاد که در نیمه نوامبر ۱۹۵۵ در صفاقس تشکیل شد به عنوان عضو هیئت سیاسی انتخاب و مسئولیت دبیرخانه مالی حزب را عهده‌دار شد که تا هنگام فرارش از تونس در ژوئن ۱۹۶۵ ادامه داشت تا این که به دلیل نوشتن نامه‌ای به بورقیقه مخالفتش با او را اعلام کرد و فراخوان به دمکراسی داد از حزب کنار گذاشته شد. در سطح ملی احمد التلیلی اقدام به اعزام داوطلبان تونسی به جنگ فلسطین کرد و در عین حال نیز به‌طور گسترده‌ای به انقلاب الجزایر تا زمان استقلال آن در سال ۱۹۶۲ کمک می‌کرد.

## درگذشت
احمد التلیلی در ۲۵ مارس ۱۹۶۷ به تونس بازگشت سلامت او به سرعت و سه ماه بعد کاهش یافت او در ژوئن سال ۱۹۶۷ در پاریس جان داد. بدن او در تونس در گورستان جلاز دفن شد.